# 解約時保険料積立金
保険会計において、解約時保険料積立金とは、解約した契約の、解約時における責任準備金のことである。

## 使用目的
解約時保険料積立金は財務諸表には現れない項目であり、利源分析に用いるために計算するものであり、中間項目といわれる。保険契約を解約した場合、解約控除が課せられるため、解約返戻金は、保険会社に積立られている責任準備金よりも小さくなる。従って、保険契約が解約された場合、責任準備金の取崩を行うとともに、解約返戻金の支払を行うが、両者の差が利益として生じることとなる。この利益を解約失効益という。解約時保険料積立金は、この解約失効益を算出するために用いられる。